# Montchaude
Montchaude (prononcer [mɔ̃ʃod]) est une ancienne commune du sud-ouest de la France, située dans le département de la Charente, en région Nouvelle-Aquitaine, devenue le 1er janvier 2016 une commune déléguée au sein de la commune nouvelle de Montmérac, avec Lamérac.
Ses habitants sont les Montécaldiens et les Montécaldiennes.

## Géographie

### Localisation et accès
Montchaude est une commune du Sud Charente située à 5 km au sud-ouest de Barbezieux et 36 km au sud-ouest d'Angoulême, non loin de la Charente-Maritime.
Elle est aussi à 8 km de Baignes, 12 km d'Archiac, 18 km de Jonzac et de Brossac, 29 km de Cognac sa sous-préfecture, et 74 km de Bordeaux.
Le bourg est à 3 km au nord-ouest de l'échangeur sud de Barbezieux sur la N 10 entre Angoulême et Bordeaux. La D 3, route de Barbezieux à Jonzac, traverse le nord de la commune d'est en ouest et passe à 1,6 km du bourg. La D 38 reliant cette route à Baignes passe au pied du bourg, qui est desservi par la D 127 allant à Reignac et la N 10.

### Hameaux et lieux-dits
Comme dans de nombreuses communes charentaises, Montchaude possède un habitat dispersé et compte de nombreux hameaux et fermes. On peut citer la Grue et le Grand Nouzillac au sud, la Barde, les Naudins, les Chevaliers, les Fonteneaux sur la D 3, ainsi que chez Desse, chez Marron, les Brandilles, Haute Vallière, chez Champanais, chez Guinot, la Marzelle, Chabouyat, Bel-Air, chez Rabion, la Pouyade, etc.

### Communes limitrophes
| Guimps              | Barret     | Barbezieux-Saint-Hilaire |
| Lamérac (Montmérac) | Montchaude | Reignac                  |
|                     | Touvérac   | Le Tâtre                 |

### Géologie et relief

Vue sur les vignobles vers le nord-nord-est depuis le bourg

La commune est située dans le calcaire du Bassin aquitain, comme une grande partie sud et ouest du département de la Charente. Elle est occupée en grande partie par le Campanien (Crétacé supérieur), calcaire crayeux, composant la Champagne charentaise.
Le sud de la commune ainsi qu'une zone centrale sont occupés par du sable kaolinique et galets du Tertiaire, terrains pauvres et boisés annonçant la Double saintongeaise au sud. La vallée du Trèfle, en bordure nord, est occupée par des alluvions récentes du Quaternaire,,.
Le relief de la commune est celui de collines. La vallée du Petit Trèfle la coupe en son centre. Le point culminant de la commune est à une altitude de 147 m, colline sur laquelle est construit le bourg, qui est à 120 m d'altitude. Le point le plus bas est à 61 m, situé en limite nord-ouest de la commune le long du Trèfle.

### Hydrographie
Le Trèfle, affluent de la Seugne qui passe à Jonzac et sous-affluent de la Charente, arrose le nord de la commune et se dirige vers l'ouest.
Le Petit Trèfle, affluent du Trèfle qui naît à Reignac, traverse la commune d'est en ouest. Il passe au sud du bourg et au pied du bourg de Lamérac situé près de la limite communale.
Au sud de la commune, les étangs de la Grue alimentent le Tâtre (autre affluent du Trèfle) qui passe à l'étang de Saint-Maigrin (Charente-Maritime).

### Climat
Comme dans les trois quarts sud et ouest du département, le climat est océanique aquitain.

## Toponymie
Les formes anciennes sont Monte Calcio, Monte Caucio avant 1083, Montecaltio en 1083-1098, Montis Cauzii en 1213, Monchauza (non datée).
L'origine du nom de Montchaude semble être le pré-latin cal signifiant « pierre » ou le bas latin mons calceum signifiant « colline de craie », avec attraction de chaud.

## Histoire
Autrefois Montchaude était de la châtellenie de Barbezieux et de l'archiprêtré d'Archiac.
Arnaud de Montchaude est cité en 1075 dans le cartulaire de l'abbaye de Baignes. Vers 1154 Bernard de Montchaude partant en croisade fait une donation au prieuré Notre-Dame de Barbezieux pour le salut de son âme. Vers 1350 Jovide, fille d'Hugues de Montchaude, épousa Raymond II de Mareuil, seigneur de Villebois. Hugues donna en dot à sa fille la terre de Vibrac; Jovide apporte les domaines de Montchaude, Vibrac et Angeac dans la famille de Mareuil. La seigneurie de Montchaude passa ensuite à la famille Bouchard d'Aubeterre dont Mery fit reconstruire le château délabré en style renaissance vers 1560, puis à la famille de Saint-Gelais en 1576. Ce château fut remanié à la fin du XIXe siècle, puis après un incendie en 2013[réf. nécessaire].
Au début du XXe siècle, un marché se tenait à Montchaude le 19 de chaque mois.

## Administration
| Période                                  | Période       | Identité         | Étiquette | Qualité                                                              |
| ---------------------------------------- | ------------- | ---------------- | --------- | -------------------------------------------------------------------- |
| Les données manquantes sont à compléter. |               |                  |           |                                                                      |
| 1975                                     | 2014          | Pierre Bobe      | NC-UDI    | Conseiller général du Canton de Barbezieux-Saint-Hilaire (1982-2008) |
| 2014                                     | décembre 2015 | Frédéric Bergeon |           | Conducteur de travaux                                                |

## Démographie

### Évolution démographique
L'évolution du nombre d'habitants est connue à travers les recensements de la population effectués dans la commune depuis 1793. À partir du 1er janvier 2009, les populations légales des communes sont publiées annuellement dans le cadre d'un recensement qui repose désormais sur une collecte d'information annuelle, concernant successivement tous les territoires communaux au cours d'une période de cinq ans. 
Pour les communes de moins de 10 000 habitants, une enquête de recensement portant sur toute la population est réalisée tous les cinq ans, les populations légales des années intermédiaires étant quant à elles estimées par interpolation ou extrapolation. Pour la commune, le premier recensement exhaustif entrant dans le cadre du nouveau dispositif a été réalisé en 2008,.
En 2013, la commune comptait 540 habitants, en évolution de +4,25 % par rapport à 2008 (Charente : +0,65 %, France hors Mayotte : +2,49 %).
| 1793  | 1800  | 1806  | 1821  | 1831 | 1841 | 1846 | 1851 | 1856 |
| ----- | ----- | ----- | ----- | ---- | ---- | ---- | ---- | ---- |
| 1 016 | 1 022 | 1 047 | 1 000 | 933  | 909  | 862  | 871  | 850  |

| 1861 | 1866 | 1872 | 1876 | 1881 | 1886 | 1891 | 1896 | 1901 |
| ---- | ---- | ---- | ---- | ---- | ---- | ---- | ---- | ---- |
| 805  | 817  | 766  | 745  | 721  | 673  | 623  | 624  | 602  |

| 1906 | 1911 | 1921 | 1926 | 1931 | 1936 | 1946 | 1954 | 1962 |
| ---- | ---- | ---- | ---- | ---- | ---- | ---- | ---- | ---- |
| 620  | 590  | 519  | 507  | 503  | 478  | 456  | 429  | 420  |

| 1968 | 1975 | 1982 | 1990 | 1999 | 2008 | 2013 | - | - |
| ---- | ---- | ---- | ---- | ---- | ---- | ---- | - | - |
| 395  | 441  | 454  | 463  | 515  | 518  | 540  | - | - |

### Pyramide des âges
| Hommes | Classe d’âge | Femmes |
| ------ | ------------ | ------ |
| 0,4    | 90 ans ou +  | 0,8    |
| 6,4    | 75 à 89 ans  | 7,1    |
| 18,2   | 60 à 74 ans  | 15,0   |
| 22,3   | 45 à 59 ans  | 26,8   |
| 23,9   | 30 à 44 ans  | 23,6   |
| 12,9   | 15 à 29 ans  | 10,6   |
| 15,9   | 0 à 14 ans   | 16,1   |

| Hommes | Classe d’âge | Femmes |
| ------ | ------------ | ------ |
| 0,5    | 90 ans ou +  | 1,6    |
| 8,2    | 75 à 89 ans  | 11,8   |
| 15,2   | 60 à 74 ans  | 15,8   |
| 22,3   | 45 à 59 ans  | 21,5   |
| 20,0   | 30 à 44 ans  | 19,2   |
| 16,7   | 15 à 29 ans  | 14,7   |
| 17,1   | 0 à 14 ans   | 15,4   |

## Économie

### Agriculture
La viticulture est une activité importante de Montchaude, qui est située en Petite Champagne, dans la zone d'appellation d'origine contrôlée du cognac.
Certains producteurs vendent cognac, pineau des Charentes et vin de pays à la propriété.

## Équipements, services et vie locale

### Enseignement
L'école est un RPI entre Guimps et Montchaude. Montchaude accueille l'école élémentaire, avec une classe unique, et Guimps l'école primaire. Le secteur du collège est Barbezieux.

## Lieux et monuments

### Patrimoine religieux
- L'église paroissiale Saint-Cybard, reconstruite, date de 1895. Elle possède un important mobilier répertorié[21],[22].
- Chapelle Saint-Mathurin

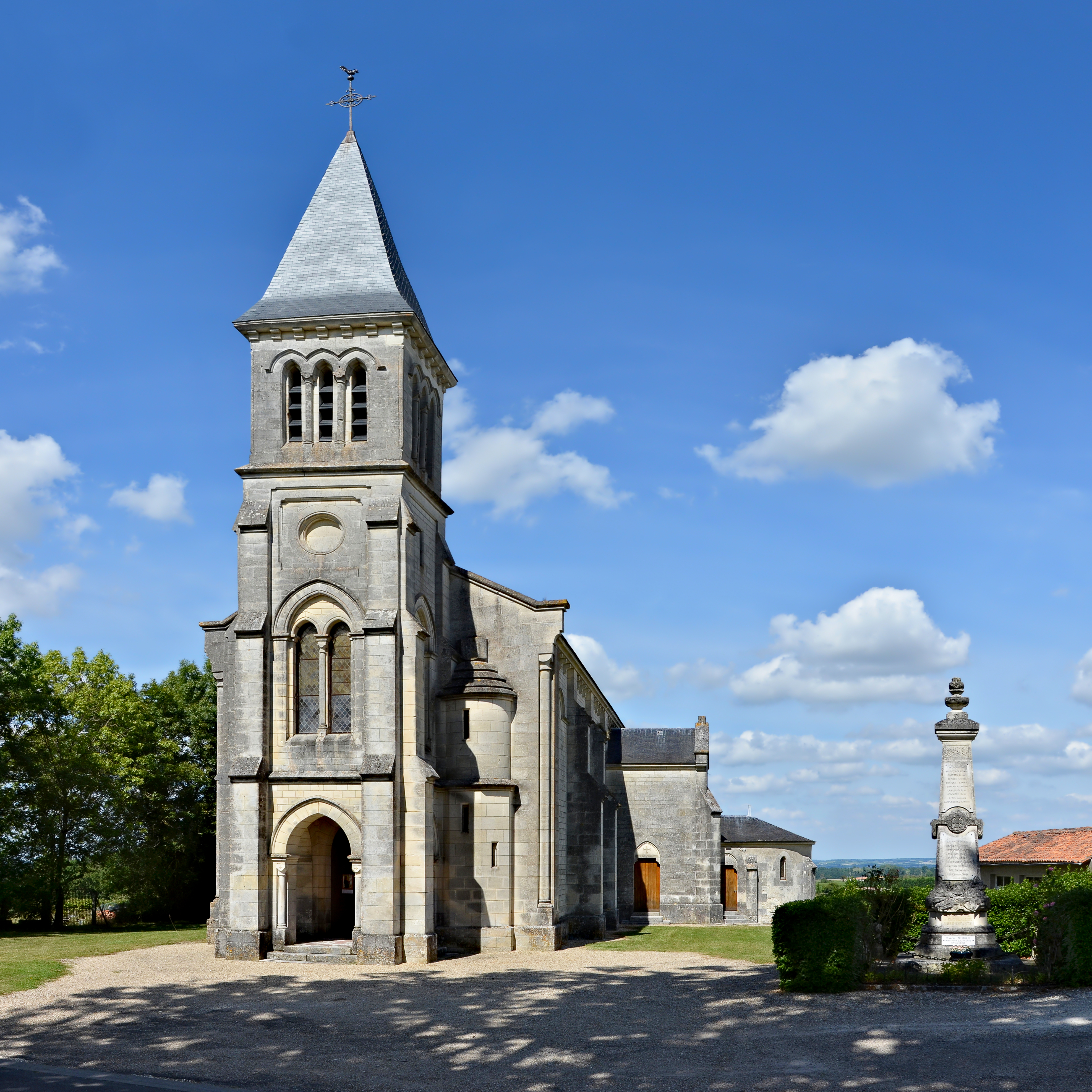
L'église
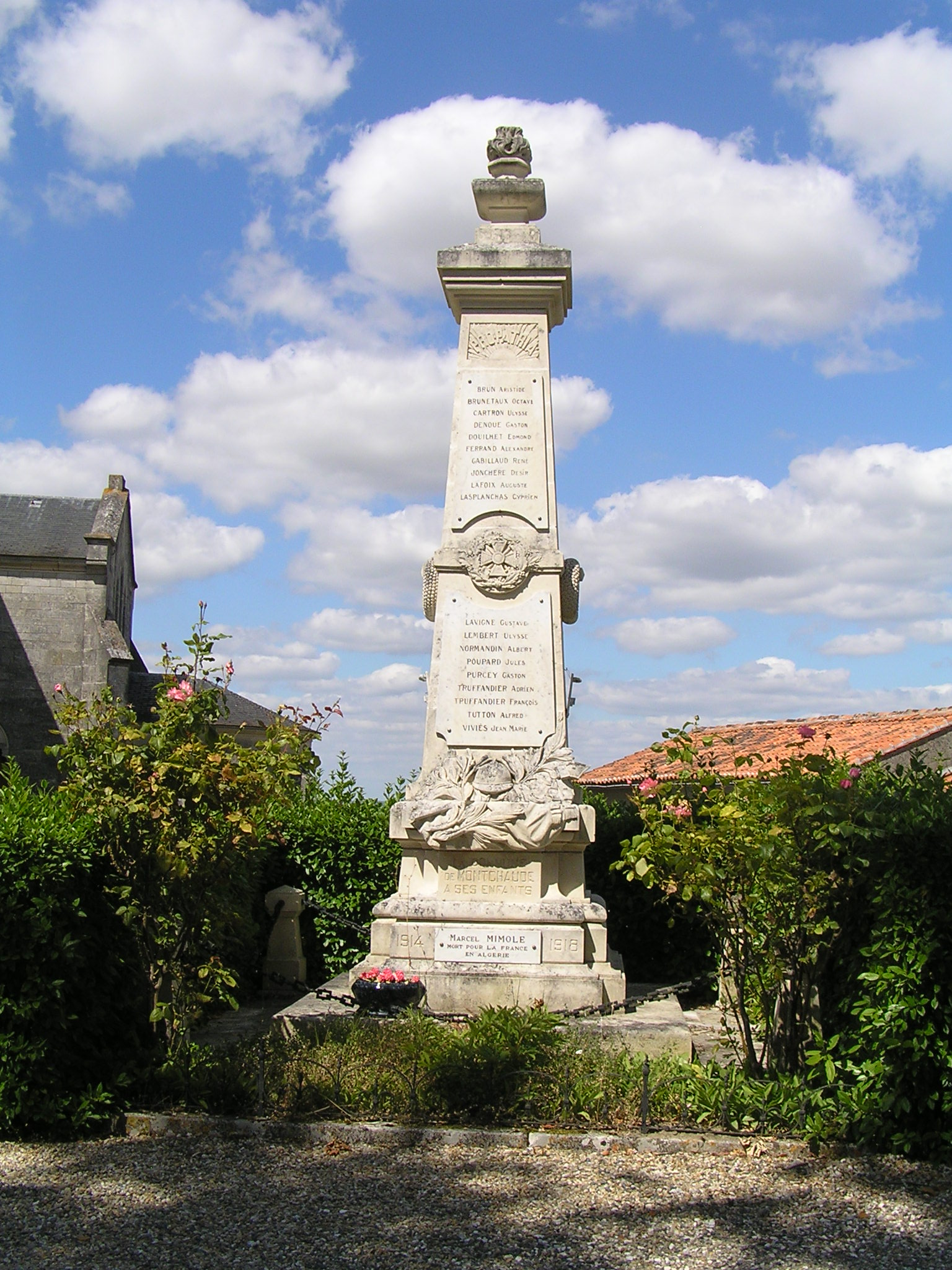
Le monument aux morts

### Patrimoine civil
Le château de Montchaude est une des deux perles de la Renaissance en Charente, avec La Rochefoucauld. Reconstruit au XVIe siècle à l'initiative de la famille Saint-Gelais puis très largement remanié au XIXe siècle par Louis-Eugène Arnous, député de Barbezieux. C'est une propriété privée.

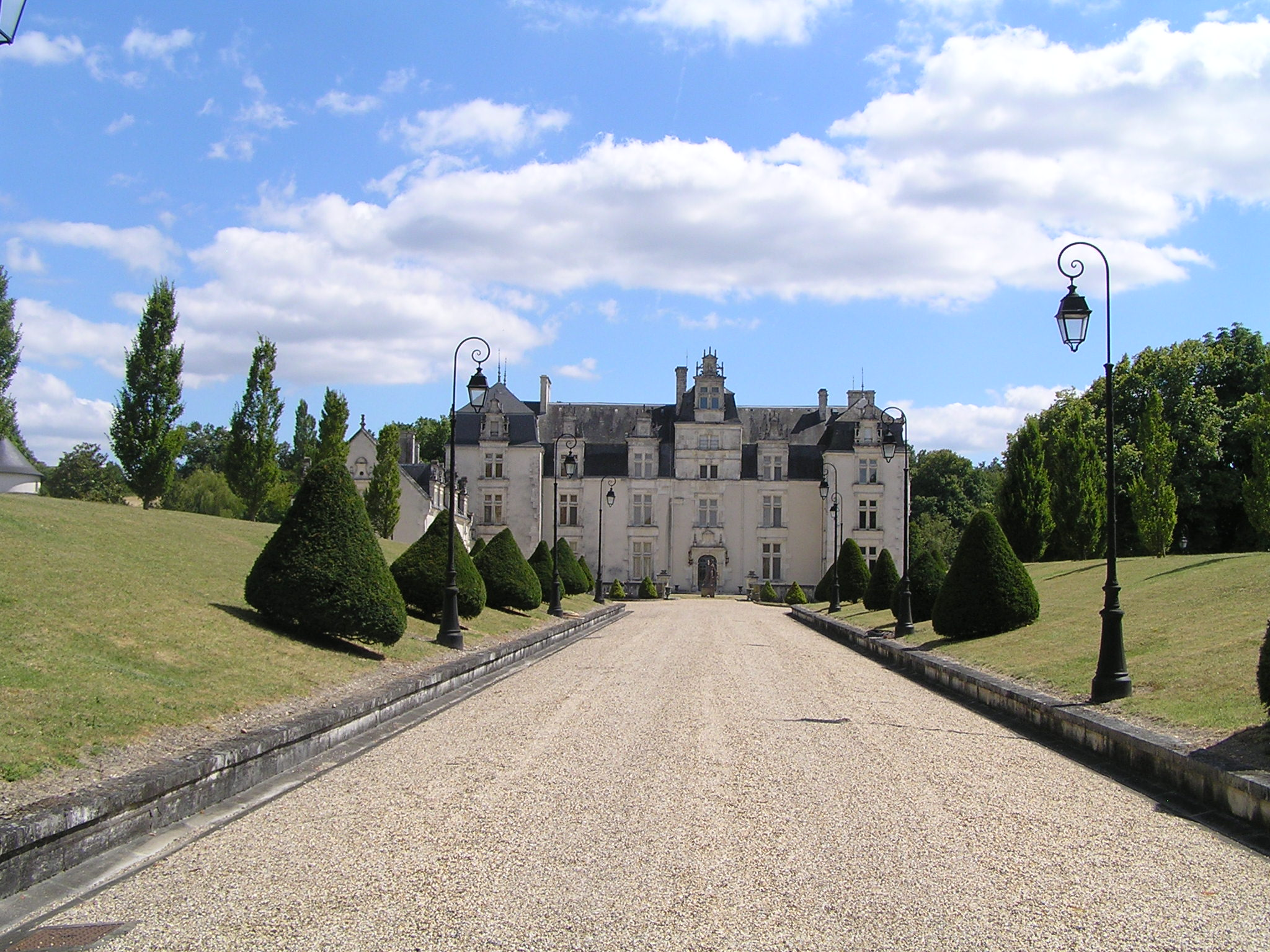
L'entrée du château
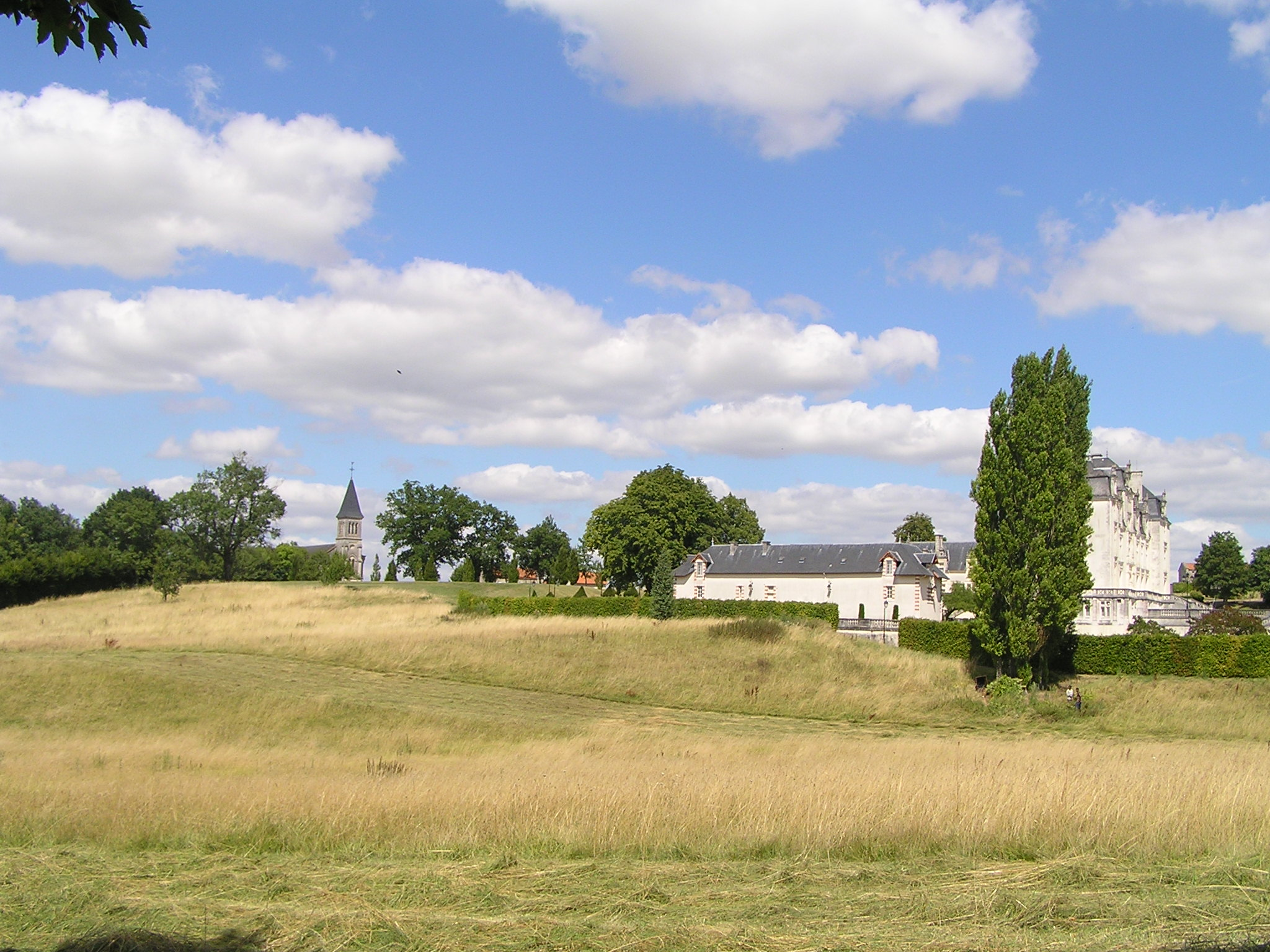
L'église et le château